# Esgrima nos Jogos Olímpicos de Verão de 2024 - Sabre por equipes feminino
A competição do sabre por equipes feminino da esgrima nos Jogos Olímpicos de Verão de 2024 ocorreu em 3 de agosto de 2024 no Grand Palais, em Paris, na França. Um total de 32 esgrimistas de 8 Comitês Olímpicos Nacionais (CON) participaram do evento.

## Qualificação
Cada CON poderia inscrever uma equipe de três esgrimistas no evento, com uma esgrimista adicional reserva. Essas esgrimistas também se qualificaram automaticamente para o evento individual.
Existiam oito vagas disponíveis para o sabre por equipes feminino, sendo alocadas de acordo com o ranking mundial por equipes da Federação Internacional de Esgrima (FIE). As quatro primeiras colocadas, independentemente da zona geográfica, se qualificaram diretamente (França, Hungria, Coreia do Sul e Ucrânia). As próximas quatro vagas foram alocadas para que cada continente fosse representado, desde que o CON estivesse entre os 16 primeiros no ranking. As vagas foram para o Japão (Ásia/Oceania), Estados Unidos (Américas), Argélia (África) e Itália (Europa).

## Formato
O torneio continuou a usar o formato de chaves de eliminação única, com jogos de classificação para definir todas as posições. Cada equipe compete com três esgrimistas em que todas se enfrentam, totalizando nove lutas de três minutos; a equipe vencedora é aquela que atingir primeiro o total de 45 pontos ou que estiver na liderança após o término das nove lutas.

## Calendário
Horário local (UTC+2)
| Data                | Tempo                         | Fase                                                                                              |
| ------------------- | ----------------------------- | ------------------------------------------------------------------------------------------------- |
| 3 de agosto de 2024 | 13:50 16:10 17:00 19:50 20:50 | Quartas de final Semifinais Disputa pelo 7º lugar Disputa pelo 5º lugar Disputa pelo bronze Final |

## Medalhistas
|  | UKR Ucrânia                                                    |  | KOR Coreia do Sul                                 |  | JPN Japão                                                |
|  | Yuliya Bakastova Alina Komashchuk Olha Kharlan Olena Kravatska |  | Choi Se-bin Jeon Ha-young Jeon Eun-hye Yoon Ji-su |  | Risa Takashima Seri Ozaki Misaki Emura Shihomi Fukushima |

## Resultados
A competição foi disputada em formato eliminatório direto em apenas um dia, até a definição das medalhistas.
|  | Quartas de final   | Quartas de final  |                   |    | Semifinais          | Semifinais          |  |  | Final | Final |
|  |                    |                   |                   |    |                     |                     |  |  |       |       |
|  |                    |                   |                   |    |                     |                     |  |  |       |       |
|  |                    |                   |                   |    |                     |                     |  |  |       |       |
|  | FRA França         | 45                |                   |    |                     |                     |  |  |       |       |
|  | FRA França         | 45                |                   |    |                     |                     |  |  |       |       |
|  | ALG Argélia        | 32                |                   |    |                     |                     |  |  |       |       |
|  | ALG Argélia        | 32                | FRA França        | 36 |                     |                     |  |  |       |       |
|  |                    |                   | FRA França        | 36 |                     |                     |  |  |       |       |
|  |                    | KOR Coreia do Sul | 45                |    |                     |                     |  |  |       |       |
|  | USA Estados Unidos | KOR Coreia do Sul | 45                | 35 |                     |                     |  |  |       |       |
|  | USA Estados Unidos |                   |                   | 35 |                     |                     |  |  |       |       |
|  | KOR Coreia do Sul  | 45                |                   |    |                     |                     |  |  |       |       |
|  | KOR Coreia do Sul  | 45                | KOR Coreia do Sul | 42 |                     |                     |  |  |       |       |
|  |                    |                   | KOR Coreia do Sul | 42 |                     |                     |  |  |       |       |
|  |                    | UKR Ucrânia       | 45                |    |                     |                     |  |  |       |       |
|  | UKR Ucrânia        | UKR Ucrânia       | 45                | 45 |                     |                     |  |  |       |       |
|  | UKR Ucrânia        |                   |                   | 45 |                     |                     |  |  |       |       |
|  | ITA Itália         | 37                |                   |    |                     |                     |  |  |       |       |
|  | ITA Itália         | 37                | UKR Ucrânia       | 45 |                     |                     |  |  |       |       |
|  |                    |                   | UKR Ucrânia       | 45 |                     |                     |  |  |       |       |
|  |                    | JPN Japão         | 32                |    | Disputa pelo bronze | Disputa pelo bronze |  |  |       |       |
|  | JPN Japão          | JPN Japão         | 32                | 45 | Disputa pelo bronze | Disputa pelo bronze |  |  |       |       |
|  | JPN Japão          |                   |                   | 45 |                     |                     |  |  |       |       |
|  | HUN Hungria        | 37                |                   |    |                     |                     |  |  |       |       |
|  | HUN Hungria        | 37                | FRA França        | 40 |                     |                     |  |  |       |       |
|  |                    |                   |                   |    |                     |                     |  |  |       |       |
|  | JPN Japão          | 45                |                   |    |                     |                     |  |  |       |       |
|  | JPN Japão          | 45                |                   |    |                     |                     |  |  |       |       |

Classificação 5º–8º lugar
|  | Classificação 5º–8 | Classificação 5º–8 |                       |    | Disputa pelo 5º lugar | Disputa pelo 5º lugar |
|  |                    |                    |                       |    |                       |                       |
|  |                    |                    |                       |    |                       |                       |
|  |                    |                    |                       |    |                       |                       |
|  | ALG Argélia        | 28                 |                       |    |                       |                       |
|  | ALG Argélia        | 28                 |                       |    |                       |                       |
|  | USA Estados Unidos | 45                 |                       |    |                       |                       |
|  | USA Estados Unidos | 45                 | USA Estados Unidos    | 45 |                       |                       |
|  |                    |                    | USA Estados Unidos    | 45 |                       |                       |
|  |                    | HUN Hungria        | 39                    |    |                       |                       |
|  | ITA Itália         | HUN Hungria        | 39                    | 35 |                       |                       |
|  | ITA Itália         |                    |                       | 35 |                       |                       |
|  | HUN Hungria        | 45                 |                       |    |                       |                       |
|  | HUN Hungria        | 45                 | Disputa pelo 7º lugar |    |                       |                       |
|  |                    |                    |                       |    |                       |                       |
|  |                    |                    |                       |    |                       |                       |
|  |                    |                    |                       |    |                       |                       |
|  | ALG Argélia        | 27                 |                       |    |                       |                       |
|  | ALG Argélia        | 27                 |                       |    |                       |                       |
|  | ITA Itália         | 45                 |                       |    |                       |                       |

## Classificação final
| Pos.              | CON                | Esgrimistas                                                                  |
| ----------------- | ------------------ | ---------------------------------------------------------------------------- |
| Medalha de ouro   | UKR Ucrânia        | Yuliya Bakastova Alina Komashchuk Olga Kharlan Olena Kravatska               |
| Medalha de prata  | KOR Coreia do Sul  | Choi Se-bin Jeon Ha-young Jeon Eun-hye Yoon Ji-su                            |
| Medalha de bronze | JPN Japão          | Risa Takashima Seri Ozaki Misaki Emura Shihomi Fukushima                     |
| 4                 | FRA França         | Sarah Noutcha Sara Balzer Manon Apithy-Brunet Cécilia Berder                 |
| 5                 | USA Estados Unidos | Elizabeth Tartakovsky Maia Chamberlain Magda Skarbonkiewicz Tatiana Nazlymov |
| 6                 | HUN Hungria        | Luca Szűcs Anna Márton Sugár Katinka Battai Liza Pusztai                     |
| 7                 | ITA Itália         | Irene Vecchi Martina Criscio Michela Battiston Chiara Mormile                |
| 8                 | ALG Argélia        | Kaouther Mohamed Belkebir Zohra Nora Kehli Saoussen Boudiaf Chaima Benadouda |